# 复兴中路

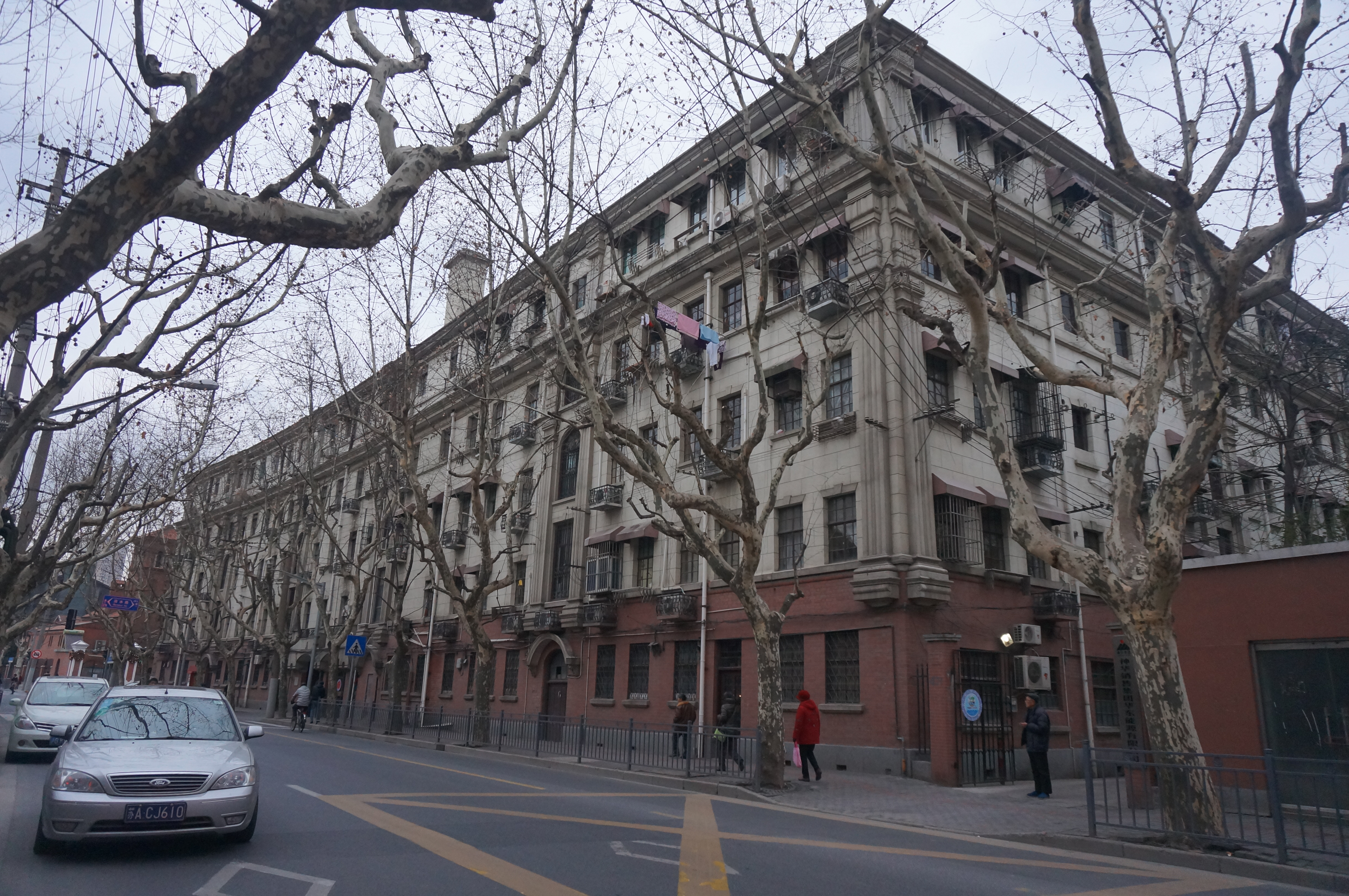
花园公寓

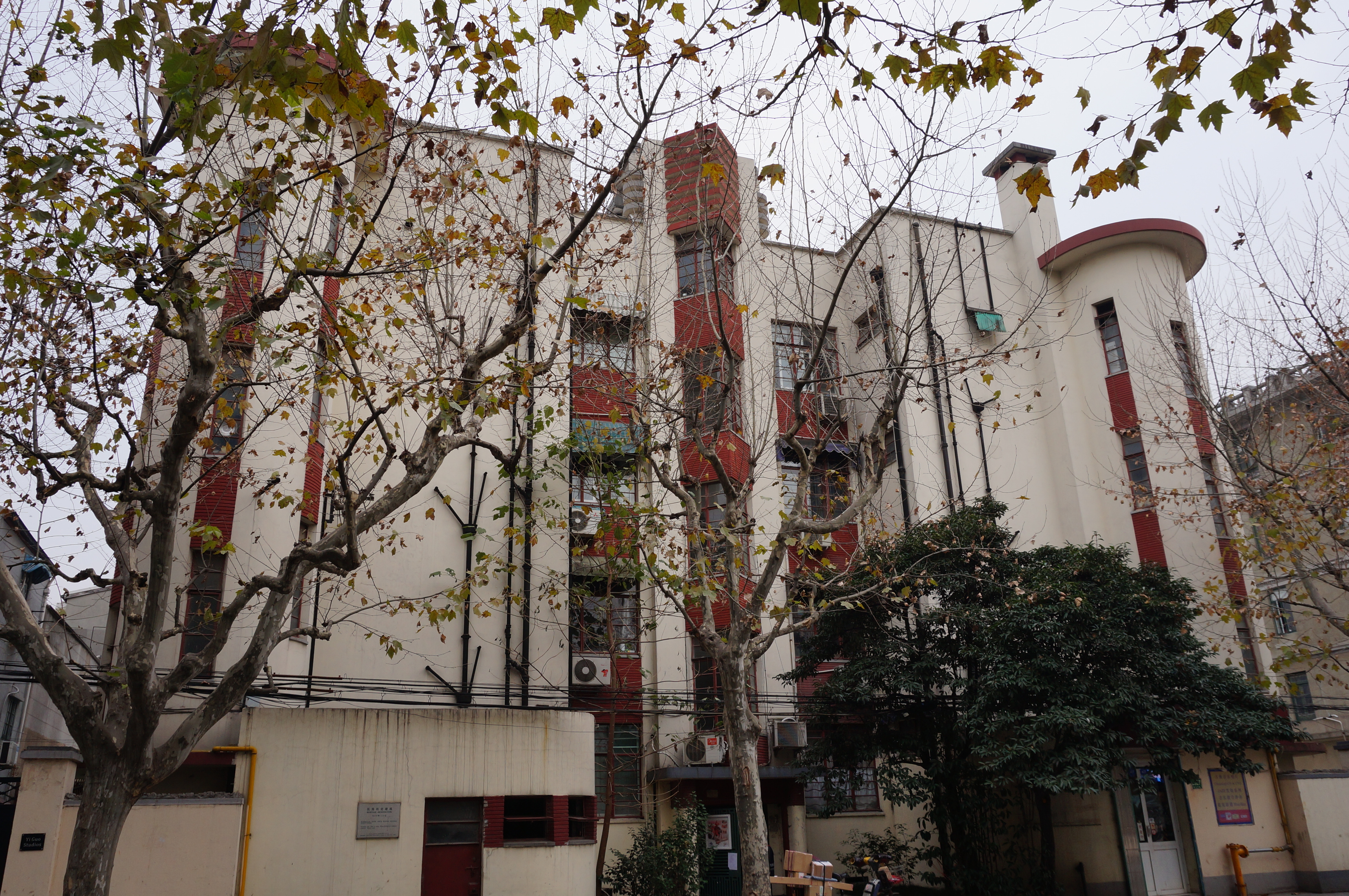
伊丽莎白公寓

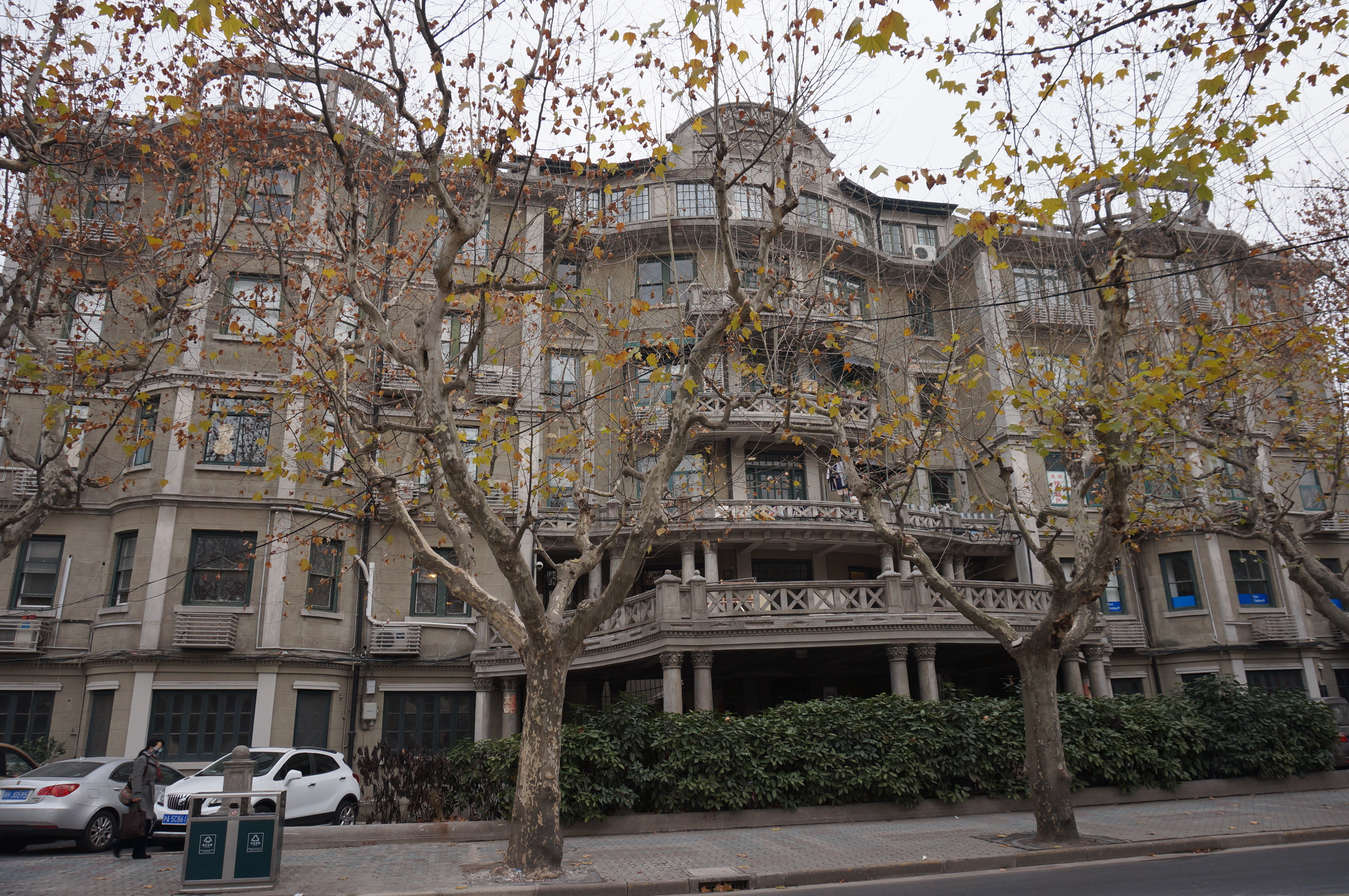
黑石公寓

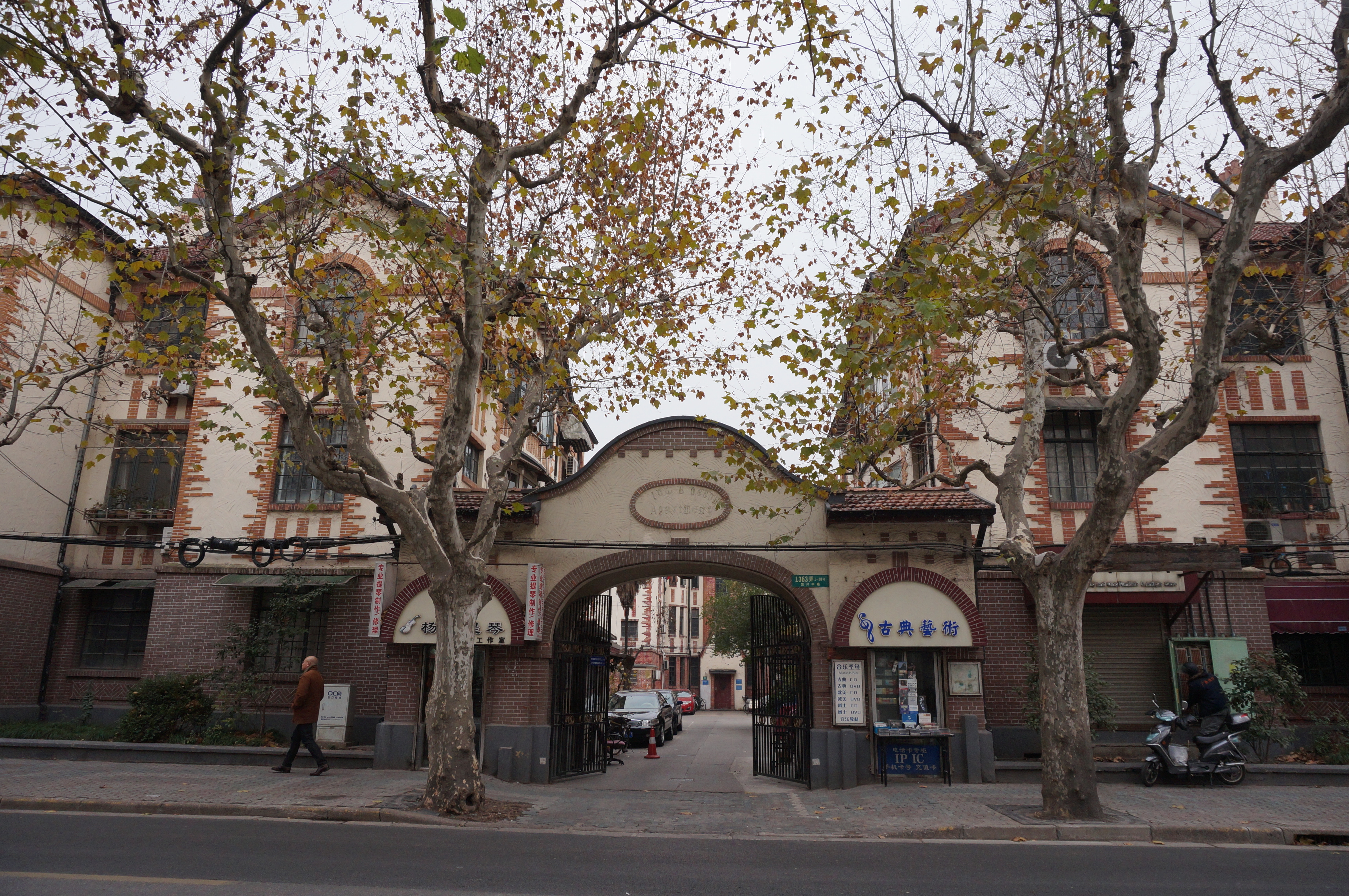
克莱门公寓

复兴中路是中國上海市跨黄浦区和徐汇区的一条东西向道路，东起西藏南路（原名敏体尼荫路），西至淮海中路（原名霞飞路），全长3494米。该路在1943年以前名为辣斐德路（法語：Route Lafayette），当时是上海法租界内的一条东西向干道。

## 开辟
1914年，上海法租界向西扩展，取得大片新租界后，法租界公董局填没南长浜，兴建 
；俄该路吕班路（重庆南路）和金神父路（瑞金二路）之间的一段。1918年，该路向东延伸至法租界东部边界——敏体尼荫路。1922年，该路向西延伸至宝建路。1931年，再向西伸至霞飞路。

## 特色
沿路为住宅区，西段多花园洋房、新式里弄和公寓，东段多里弄建筑，其中以石库门为主。沿路有复兴公园（法国公园）、文化广场（逸园跑狗场）等。

## 沿路近代建筑
- 复兴中路221弄12号 又新印刷所旧址，黄浦区登记不可移动文物
- 复兴中路239弄4号 中共上海区委早期党校旧址，黄浦区登记不可移动文物
- 复兴中路301号三楼 上海律师公会旧址，黄浦区登记不可移动文物
- 复兴中路335号 复兴中路335号住宅，黄浦区登记不可移动文物
- 复兴中路425号（淡水路口东南拐角） 圣公会诸圣堂 ，第三批上海市优秀历史建筑
- 复兴中路455号 派克公寓（花园公寓），第四批上海市优秀历史建筑
- 复兴中路471－473号，477号 花园住宅，第四批上海市优秀历史建筑
- 复兴中路492号 花园住宅，黄浦区登记不可移动文物
- 复兴中路512号 刘海粟旧居，黄浦区文物保护单位
- 复兴中路517号 531号 533-537号，541号 花园住宅（思南公馆的一部分） （517号柳亚子旧居），第四批上海市优秀历史建筑
- 复兴中路520-522号 米丘林公寓，黄浦区登记不可移动文物
- 复兴中路553弄 543-551号、555-561号 辣斐坊（复兴坊）（553弄1号史良旧居 8号何香凝旧居），第四批上海市优秀历史建筑
- 亚尔培公寓，复兴中路1180-1184号，徐汇区文物保护点
- 辣斐大戏院旧址，复兴中路1186号，徐汇区文物保护点
- 复兴中路1195号 同济德文医工学堂旧址，第三批上海市优秀历史建筑、徐汇区文物保护单位
- 位育中学红楼，复兴中路1261号，徐汇区不可移动文物
- 复兴中路1295弄26号住宅，徐汇区文物保护点
- 复兴中路1327号 伊丽莎白公寓（复中公寓），第四批上海市优秀历史建筑
- 复兴中路1331号 黑石公寓（复兴公寓），第四批上海市优秀历史建筑
- 复兴中路1360弄 新康花园 ，上海市文物保护单位和第一批上海市优秀历史建筑
- 复兴中路1360弄1-4号住宅，徐汇区文物保护点
- 复兴中路1363弄 克莱门公寓，第二批上海市优秀历史建筑、徐汇区不可移动文物

## 其他建筑
- 复兴中路528号 上海市黄浦区香山中医医院
- 复兴中路597号 上汽上海文化广场

## 与复兴中路交汇的道路
由东向西：
- 西藏南路--敏体尼荫路 Boulevard de Montigny
- 东台路--安纳金路 Rue Hennequin
- 吉安路--茄勒路 Rue Galle
- 济南路--平济利路 Rue  Bluntschli
- 顺昌路--菜市路 Rue du Marche
- 黄陂南路--贝勒路 Rue Amiral Bayle
- 马当路--马浪路 Rue Brenier de Montmorand
- 淡水路--萨坡赛路 Rue Chapsal
- 重庆南路--吕班路 Avenue Dubail
- 思南路--马斯南路 Rue Massenet
- 瑞金二路--金神父路 Route Pere Robert
- 茂名南路--迈尔西爱路 Route Cardinal Mercier
- 陕西南路--亚尔培路 Avenue du Roi Albert
- 襄阳南路--拉都路 Route Tenant de la Tour
- 汾阳路--毕勋路 Route Pichon
- 宝庆路--宝建路 Route Pottier
- 淮海中路--霞飞路 Avenue Joffre